# Vụ án giết người O. J. Simpson
Người Dân của Tiểu bang California kiện Orenthal James Simpson là một phiên tòa hình sự tại Tòa án Thượng thẩm Hạt Los Angeles, trong đó cựu cầu thủ của Giải Bóng bầu dục Quốc gia (NFL), phát thanh viên và diễn viên O. J. Simpson bị xét xử và được tuyên trắng án về vụ giết vợ cũ của ông, Nicole Brown Simpson, và bạn của cô ta, Ronald Goldman. Hai người bị đâm đến chết bên ngoài căn hộ của Brown ở khu Brentwood, Los Angeles vào đêm ngày 12 tháng Sáu năm 1994. Phiên tòa kéo dài mười một tháng, kể từ khi bồi thẩm đoàn tuyên thệ vào ngày 9 tháng Mười Một năm 1994. Nhận định mở đầu được đưa ra vào ngày 24 tháng Một năm 1995, và Simpson được tuyên trắng án cả hai tội danh giết người vào ngày 3 tháng Mười cùng năm. Phiên tòa thường được coi là "phiên tòa của thế kỷ" vì tính công khai quốc tế và được mô tả là phiên tòa hình sự "được đưa tin nhiều nhất" trong lịch sử.
Sau khi các thám tử cảnh sát chất vấn ông một cách đại khái, Simpson chính thức bị buộc tội giết người vào ngày 17 tháng Sáu sau khi các nhà điều tra tìm thấy một chiếc găng tay dính máu trên khuôn viên nhà ông. Sau khi không xuất hiện đúng thời gian đã thỏa thuận, ông trở thành đối tượng bị cảnh sát truy đuổi bằng xe ở tốc độ thấp trên chiếc SUV Ford Bronco đời 1993 màu trắng do bạn ông Al Cowlings sở hữu và lái. Các đài truyền hình đã gián đoạn đưa tin về trận chung kết NBA năm 1994 để phát sóng trực tiếp cuộc truy đuổi; khoảng 95 triệu người được ước tính là đã xem. Cuộc truy đuổi và việc bắt giữ Simpson sau đó cùng ngày là một trong những sự kiện được đưa tin rộng rãi nhất trong lịch sử Hoa Kỳ.
Simpson được đại diện bởi một đội luật sư bào chữa nổi tiếng, được gọi là "Dream Team", ban đầu do Robert Shapiro đứng đầu và sau đó được chỉ đạo bởi Johnnie Cochran. Nhóm cũng bao gồm F. Lee Bailey, Alan Dershowitz, Robert Kardashian, Shawn Holley, Carl E. Douglas và Gerald Uelmen. Barry Scheck và Peter Neufeld là hai luật sư bổ sung và là chuyên gia về bằng chứng ADN. Trong khi Phó Ủy viên Công tố Quận Marcia Clark, William Hodgman và Christopher Darden tin rằng họ có một vụ án sắt đá chống lại Simpson, Cochran đã thuyết phục được bồi thẩm đoàn rằng có hoài nghi hợp lý liên quan đến bằng chứng DNA trong trường hợp này; đây là một dạng bằng chứng tương đối mới trong các phiên tòa xét xử tại thời điểm đó. Giả thuyết "hoài nghi hợp lý" này bao gồm bằng chứng cho thấy mẫu máu mà, theo họ, đã bị xử lý sai bởi các nhà khoa học và kỹ thuật viên trong phòng thí nghiệm, và rằng có những tình tiết đáng nghi ngờ xoay xung quanh các vật chứng khác của tòa án. Cochran và đội bào chữa cũng cáo buộc Sở Cảnh sát Los Angeles có những hành vi sai trái khác liên quan đến phân biệt chủng tộc và thiếu trình độ, cụ thể là những hành vi và lời bình luận của Thám tử Mark Fuhrman.
Phiên tòa có ý nghĩa lịch sử vì phản ứng của mọi người trước phán quyết. Mặc dù quốc gia này đã chứng kiến cùng một bằng chứng được đưa ra tại phiên tòa, nhưng các ý kiến của những người quan sát về phán quyết bị chia rẽ dọc theo các lằn ranh chủng tộc; giới truyền thông gọi cái này là "khoảng cách chủng tộc". Một cuộc thăm dò ý kiến của cư dân Địa hạt Los Angeles cho thấy hầu hết người Mỹ gốc Phi nghĩ rằng công lý đã được thực thi bằng phán quyết "vô tội", trong khi đó đa số người da trắng cho rằng đó là một phán quyết được bồi thẩm đoàn vô hiệu hóa có động cơ là chủng tộc bởi một bồi thẩm đoàn hầu hết là người Mỹ gốc Phi. Các cuộc thăm dò gần đây hơn cho thấy "khoảng cách" này đã được thu hẹp kể từ phiên tòa, với hơn một nửa số người da đen được khảo sát vào năm 2013 nói rằng họ tin là Simpson có tội.
Sau phiên tòa, cha của Goldman đã đâm đơn kiện dân sự chống lại Simpson. Vào ngày 4 tháng Hai năm 1997, tất cả các bồi thẩm viên đã xác định Simpson phải chịu trách nhiệm về cái chết của cả Goldman và Brown. Gia đình Goldman đã được bồi thường thiệt hại và bồi thường trừng phạt tổng cộng 33,5 triệu đô la ($56.5 triệu đô la vào đô la năm 2021), nhưng chỉ nhận được một phần nhỏ của số tiền đó. Năm 2000, Simpson rời California đến Florida, một trong số ít tiểu bang mà tài sản cá nhân như nhà cửa và lương hưu không thể bị thu giữ để bù các khoản nợ phát sinh ở các bang khác.

## Bối cảnh

### Hôn nhân Brown–Simpson

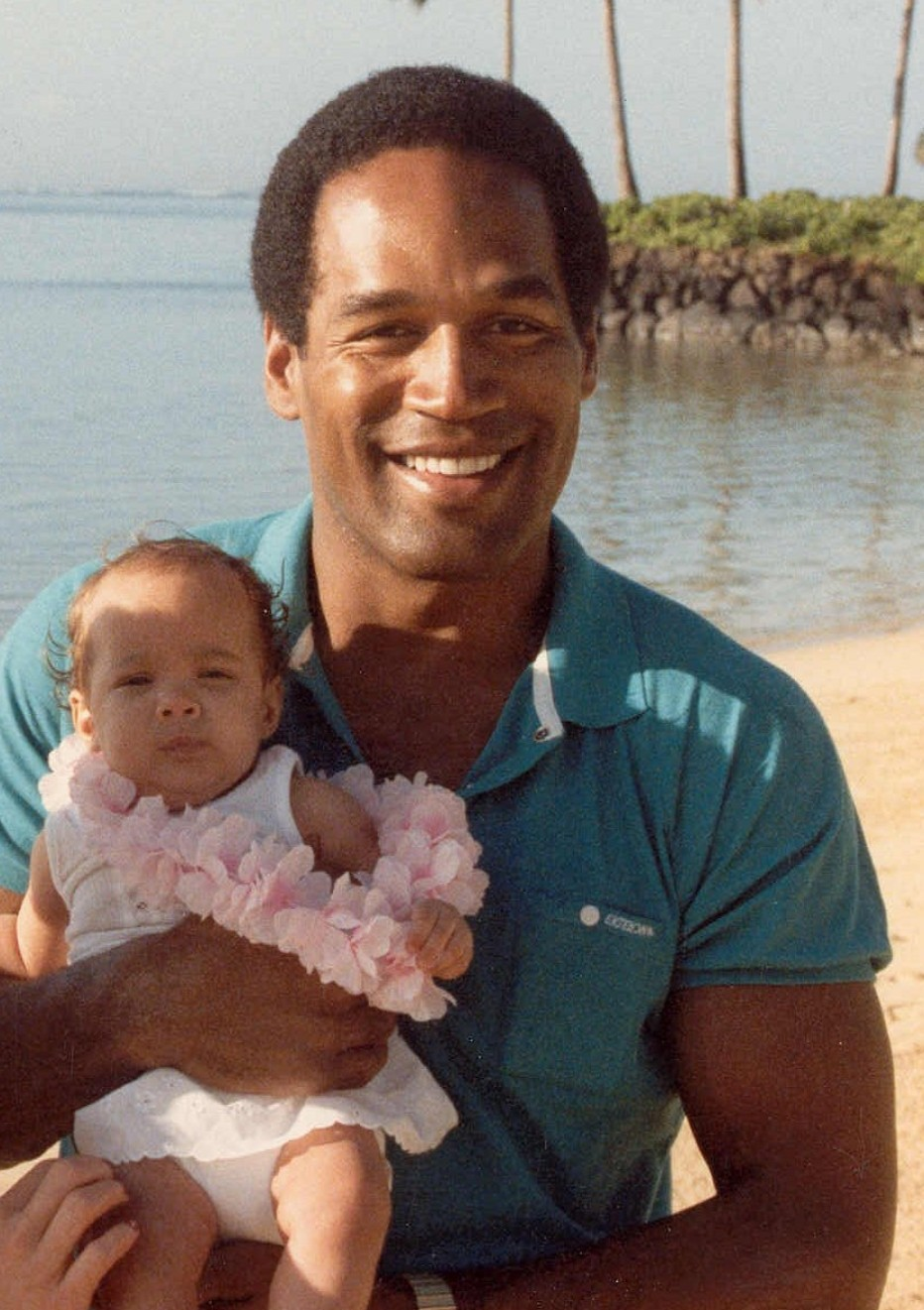
Simpson với con gái ông, Sydney, 1986

Nicole Brown gặp O. J. Simpson vào năm 1977  khi cô 18 tuổi và đang làm bồi bàn tại quán Daisy (một câu lạc bộ tư nhân ở Beverly Hills), và họ bắt đầu hẹn hò ngay cả khi Simpson đã kết hôn. Simpson đâm đơn ly hôn người vợ đầu tiên vào tháng Ba năm 1979 và kết hôn với Brown vào ngày 2 tháng Hai năm 1985. Brown và Simpson sau đó có hai người con, Sydney (sinh năm 1985) và Justin (sinh năm 1988). Theo Tiến sĩ Lenore Walker, cuộc hôn nhân Simpson–Brown là một "ví dụ lấy từ sách giáo khoa về bạo hành gia đình". Brown đã ký một thỏa thuận trước hôn nhân và bị cấm làm việc khi đang kết hôn. Cô viết rằng cô cảm thấy mâu thuẫn trong việc báo cho cảnh sát về bạo hành vì cô phụ thuộc vào Simpson về mặt tài chính. Brown mô tả một sự kiện trong đó Simpson làm cô gãy tay trong một lần đánh nhau; để tránh việc ông bị bắt giữ, cô đã nói với nhân viên phòng cấp cứu rằng cô bị ngã xe đạp. Cô cũng đã viết về việc ông đánh cô công khai, trong khi quan hệ tình dục và thậm chí trước mặt gia đình và bạn bè. Trong số 62 vụ bạo hành, cảnh sát đã được thông báo tám lần và Simpson bị bắt giữ một lần. Vào ngày 25 tháng Hai năm 1992, Brown đã đâm đơn ly hôn, với lý do "những mối bất hòa không thể hòa giải".
Brown nói rằng Simpson đã theo dõi và quấy rối cô sau khi họ ly hôn—một thủ đoạn hăm dọa nhằm buộc nạn nhân quay lại với kẻ bạo hành. Cô ấy ghi lại một sự kiện trong đó Simpson đã theo dõi cô quan hệ tình dục với bạn trai mới của cô. Sau đó, Brown nói rằng cô cảm thấy cuộc sống của mình đang gặp nguy hiểm vì Simpson đã đe dọa sẽ giết cô nếu ông thấy cô với một người đàn ông khác, và cô cũng đã soạn thảo di chúc. Brown gọi cho Sojourn, một trung tâm che chở cho phụ nữ, vào ngày 8 tháng Sáu năm 1994. Cô đang cân nhắc không biết có nên ở lại Sojourn không, vì cô sợ những gì Simpson có thể làm để chống lại cô, bởi cô đang từ chối lời cầu xin hòa giải hôn nhân của ông và đã báo cáo một bộ chìa khóa trong nhà cô bị mất tích vài tuần trước đó. Chìa khóa sau đó được tìm thấy trên người Simpson khi ông bị bắt vì vụ giết Brown và Ron Goldman.